# Chiesa di San Giorgio e dell'Immacolata Concezione
La chiesa di San Giorgio e dell'Immacolata Concezione è la  parrocchiale di Carimate, in provincia di Como e arcidiocesi di Milano; fa parte del decanato di Cantù.

## Storia
La chiesa attuale è stata costruita sulle rovine di una chiesa trecentesca già dedicata a San Giorgio. L'antica chiesa era a navata unica, con una cappella maggiore quadrata, ampia e con copertura a volta. Fu ampliata nei secoli successivi, ma completamente ricostruita alla nel XVIII secolo (1752-1755), e ridedicata a San Giorgio martire e alla Vergine dell'Immacolata Concezione, la cui venerazione cresceva in questo periodo (bolla Ineffabilis Deus da papa Pio IX proclamando il dogma il 8 dicembre 1854). Il campanile fu aggiunto nel 1932, in sostituzione di quello eretto nel 1891, che sostituiva la torre trecentesca che era stata rasata nell'ampliamento della chiesa del 1750.
L'interno della parrocchiale contiene ora una serie di tele, tra cui un'importante dipinto di Stefano Maria Legnani, raffigurante San Giuseppe e Gesù Bambino con angeli al seguito (1693). Quest'opera d'arte era originariamente dipinta per la chiesa di San Marcellino a Milano, ma entrò in possesso dell'Accademia di Brera, e arrivò a Carimate nel 1815 su richiesta del parroco , don Giovanni Oldrato, di quattro quadri per abbellire la chiesa.
La chiesa ha una cappella dedicata a San Carlo Borromeo (morto nel 1610), con una tela di Giovanni Battista Crespi (1575-1632) raffigurante l'allora recentemente canonizzato vescovo di Milano.
In alto, nella cantoria, a destra vicino all'organo, c'è una tela raffigurante Santa Elisabetta in estasi attribuita al misconosciuto pittore Giuseppe Maria Galeppini (Forlì 1625-1650). Fu trasferita a Carimate nel 1815 dall'Accademia di Brera, che aveva ottenuto il dipinto dalla soppressa chiesa dell'ordine dei Cappuccini di Forlì.
L'organo fu costruito nel 1761 da Antonio Fontana di Milano per la nuova chiesa appena inaugurata. Nel 1837 lo strumento fu rimesso a nuovo dai fratelli Prestinari di Magenta.